# Campionati europei di ciclismo su strada 2010 - Gara in linea femminile Junior
La gara in linea femminile Junior dei Campionati europei di ciclismo su strada 2010 si è svolta il 18 luglio 2010 nei dintorni di Ankara, in Turchia, su un percorso totale di 81 km. La medaglia d'oro è stata vinta dall'italiana Anna Trevisi con il tempo di 2h05'31" alla media di 38,719 km/h, argento alla francese Pauline Ferrand-Prévot e a completare il podio l'altra italiana Rossella Ratto.
Al traguardo 43 cicliste completarono la gara.

## Squadre partecipanti
| N.      | Cod. | Squadra         |
| ------- | ---- | --------------- |
| 400     | AUT  | Austria         |
| 401-407 | BEL  | Belgio          |
| 409-410 | BLR  | Bielorussia     |
| 411     | CZE  | Repubblica Ceca |
| 412-418 | ESP  | Spagna          |
| 421-427 | FRA  | Francia         |
| 428-441 | ITA  | Italia          |
| 442-444 | LTU  | Lituania        |
| 445-454 | NLD  | Paesi Bassi     |
| 455-459 | POL  | Polonia         |
| 460-468 | RUS  | Russia          |
| 473-474 | SWE  | Svezia          |
| 475-479 | TUR  | Turchia         |
| 480-485 | UKR  | Ukraina         |

## Ordine d'arrivo (Top 10)
| Pos. | Corridore              | Squadra     | Tempo    |
| ---- | ---------------------- | ----------- | -------- |
| 1    | Anna Trevisi           | Italia      | 2h05'31" |
| 2    | Pauline Ferrand-Prévot | Francia     | s.t.     |
| 3    | Rossella Ratto         | Italia      | a 2"     |
| 4    | Dagmar Labakova        | Rep. Ceca   | a 10"    |
| 5    | Alexia Muffat          | Francia     | s.t.     |
| 6    | Elena Cecchini         | Italia      | s.t.     |
| 7    | Eline De Roover        | Belgio      | a 11"    |
| 8    | Pauline Godey          | Francia     | s.t.     |
| 9    | Viviana Gatto          | Italia      | s.t.     |
| 10   | Karen Elzing           | Paesi Bassi | a 12"    |